# Gele lupine
De gele lupine (Lupinus luteus) is een eenjarige plant die behoort tot de vlinderbloemenfamilie (Leguminosae of Fabaceae). De plant komt van nature voor in Zuid-Europa. De gele lupine wordt in Nederland nog sporadisch als groenbemester op zandgrond geteeld en soms in bermen ingezaaid. Het gewas stelt weinig eisen aan de grond en door de bittere smaak heeft het geen last van wildschade. Ook wordt een vrij lage pH nog goed verdragen. De plant heeft 2n = 52 chromosomen.
De plant wordt 30-60 cm hoog. De handvormig samengestelde bladeren hebben vijf tot negen lijnvormige, 4-6 cm lange en 1-3 cm brede blaadjes.
De gele lupine bloeit van juni tot september met gele bloemen. De bloemen staan in trosvormige kransen. De lippen van de kelk zijn getand.
De zaden zijn groen met donkere vlekjes en giftig voor vee.

## Namen in andere talen
- Duits: Gelbe Lupine
- Engels: Yellow lupin
- Frans: Lupin jaune